# Джон Муторва
Джон Муторва (англ. John Mutorwa; нар. 17 серпня 1957) — намібійський політик і нинішній міністр сільського господарства. Член організації Південно-Західної Африки (SWAPO), Муторва працював у Національній асамблеї Намібії, а також в Уряді з 1992 року. Муторва був міністром у справах молоді, національних служб, спорту та культури з 2005 по 2010 рік, він обіймає посаду міністра сільського господарства з 2010 року.

## Освіта
Народився в Ньянгана в області Окаванго. У 1984 році закінчив Університет Форт-Хер. Отримав бакалавра в 1995 році в Університеті Намібії. У 2002 році він отримав ступінь магістра в області міждисциплінарних досліджень в Університеті Монтани.